# Funisciurus anerythrus
Funisciurus anerythrus е вид бозайник от семейство Катерицови (Sciuridae).

## Разпространение
Видът е разпространен в Бенин, Демократична република Конго, Екваториална Гвинея, Камерун, Нигерия и Централноафриканска република.